# Luigi Failla Tedaldi
Luigi Failla Tedaldi (Castelbuono, 7 novembre 1853 – Palermo, 21 giugno 1933) è stato un entomologo italiano.
S'interessò particolarmente dello studio delle farfalle. Contribuì alla stesura del libro, pubblicato nel 1899, Materiali per la fauna lepidotterologica della Sicilia insieme al suo maestro Francesco Minà Palumbo.
La sua opera più importante rimane il Glossario entomologico, pubblicato nel 1900, in cui catalogò più di 4000 specie.
A Castelbuono è a lui intitolato il locale istituto d'istruzione superiore. Insetti della sua collezione sono presenti nella collezione di Raniero Alliata di Pietratagliata nel Museo Regionale di Storia Naturale di Terrasini, altri nel Museo Doderlein dell'Università di Palermo.